# Лима, Пабло
Пабло Лима (исп. Pablo Martín Lima Olid; род. 26 апреля 1981) — уругвайский футболист, выступавший на позиции крайнего защитника. Известен по выступлениям за «Данубио» и сборную Уругвая.

## Клубная карьера
Лима — воспитанник футбольной академии уругвайского клуба «Данубио». В 2001 году он дебютирует за основную команду в чемпионате Уругвая. В составе команды он дважды выиграл Примеру и провел за команду более 200 матчей во всех турнирах.
После выигрыша чемпионата в 2007 году, защитник покидает команду и переезжает в Аргентину выступать за «Велес Сарсфилд». В услугах Пабло был заинтересован тренер «Велеса» Рикардо Лавольпе. 20 октября 2007 года в матче против «Росарио Сентраль», Лима забивает свой первый гол за новый клуб в чемпионате Аргентины. В своем первом сезоне Лима получил самое быстрое удаление в истории чемпионатов Аргентины, в поединке против «Колона», за грубый фол против Пабло Хереса.
В 2009 году Лима перешёл в «Росарио Сентраль» на правах аренды. 8 февраля 2009 года он дебютировал за новый клуб в матче против «Эстудиантеса». 16 мая в поединке против «Лануса», Лима забил свой первый гол за «Сентраль». Через месяц 15 июня в матче против «Архентинос Хуниорс» Пабло забивает вновь, его гол позволяет команде одержать трудную победу, 3-2. Оба гола защитником были забиты после розыгрыша свободного удара. За «Росарио Сентраль» Пабло провел 18 матчей без замен и помог команде избежать вылеты в низший дивизион. После возвращения в «Велес Сарсфлд», Лима принял участие в 16 матчах и забил 1 гол. В конце июня 2010 года руководство клуба объявило, что контракт с защитником не будет продлен.
2 августа 2010 года Пабло подписал двухлетний контракт с греческим клубом «Ираклис». Дебют защитника состоялся в день открытия сезона Суперлиги 2010/11, в матче против «Олимпиакоса». Во втором туре греческого первенства против «Атромитоса», после навеса Лимы, забивает Карим Солтани, сравнивая счет в самом конце встречи. В следующем матче против «Ларисы» после удара Пабло, в попытке выбить мяч Даниэль Кузен забивает в свои ворота. После поражения «Ираклиса» в четвёртом туре от «Кавала», Лима теряет место в основном составе. Уругвайский защитник появляется только в поединке 13 тура против «Паниониса» выходя на замену в конце встречи. В следующем поединке против «Эрготелиса» Пабло забивает со штрафного свой первый гол за греческий клуб. Этот мяч признается самым красивым голом тура. После этого матча Лима восстановился в стартовом составе «Ираклиса».
В конце сезона 2010/11 Лима принимает решение покинуть греческий клуб и возвращается в Аргентину, где подписывает контракт с клубом «Колон» в июле 2011 года. 23 августа в матче против «Олимпио» Пабло дебютирует в новой команде. За «Колон» Пабло провел ещё 3 матча после чего потерял место в составе.
66 августа 2012 года, в поисках игровой практики Лима переходит в «Кильмес» на правах годовой аренды. 11 августа в матче против «Олл Бойз» Лима дебютирует за новый клуб. 20 августа в поединке против «Униона», Пабло забивает свой первый гол за «Кильмес».

## Международная карьера
После удачного сезона в «Данубио», Лима был включен в заявку сборной Уругвая для участия в Кубке Америки 2001 в Колумбии, где и состоялся дебют защитника. 22 июля 2001 года в конце матча 1/4 финала против сборной Коста-Рики, Пабло забил гол, благодаря которому национальная команда вышла в полуфинал.
После Кубка Америки, Лима больше не принимал участия в крупных турнирах в национальной команде, получая вызовы в основном на товарищеские матчи. 24 марта 2007 года Пабло провел свой последний матч за сборную Уругвая против национальной команды Южной Кореи.

### Голы за сборную Уругвая
| #   | Дата         | Место                                            | Противник  | Счёт | Результат | Соревнование                  |
| --- | ------------ | ------------------------------------------------ | ---------- | ---- | --------- | ----------------------------- |
| 01. | 22 июля 2001 | Эстадио Сентенарио, Армения (Колумбия), Колумбия | Коста-Рика | 2:1  | 2:1       | Кубок Америки по футболу 2001 |

## Достижения
Командные
 «Данубио»
- Чемпионат Уругвая — 2004
- Чемпионат Уругвая — 2006/07